# Związek Socjalistycznych Republik Radzieckich na Letnich Igrzyskach Olimpijskich 1964
Związek Socjalistycznych Republik Radzieckich na Letnich Igrzyskach Olimpijskich 1964 reprezentowało 317 zawodników (254 mężczyzn i 63 kobiet). Był to czwarty start reprezentacji ZSRR na letnich igrzyskach olimpijskich.

## Zdobyte medale
| Medal  | Zawodnik | Dyscyplina sportowa  | Konkurencja                      |
| ------ | --- | -------------------- | -------------------------------- |
| Złoto  | Łarysa Łatynina | Gimnastyka           | ćwiczenia na podłodze kobiet     |
| Złoto  | Polina Astachowa | Gimnastyka           | poręcz kobiet                    |
| Złoto  | Łarysa Łatynina Polina Astachowa Tamara Manina Alena Wałczecka Tamara Zamotajłowa Ludmiła Gromowa | Gimnastyka           | wielobój drużynowy kobiet        |
| Złoto  | Boris Szachlin | Gimnastyka           | drążek mężczyzn                  |
| Złoto  | Tamara Press | Lekkoatletyka        | pchnięcie kulą kobiet            |
| Złoto  | Tamara Press | Lekkoatletyka        | rzut dyskiem kobiet              |
| Złoto  | Romuald Klim | Lekkoatletyka        | rzut młotem mężczyzn             |
| Złoto  | Irina Press | Lekkoatletyka        | pięciobój kobiet                 |
| Złoto  | Walerij Brumel | Lekkoatletyka        | skok wzwyż mężczyzn              |
| Złoto  | Stanisław Stiepaszkin | Boks                 | waga piórkowa                    |
| Złoto  | Boris Łagutin | Boks                 | waga lekkośrednia                |
| Złoto  | Walerij Popienczenko | Boks                 | waga średnia                     |
| Złoto  | Stiepan Oszczepkow Andrij Chimicz | Kajakarstwo          | C-2 1000 m mężczyzn              |
| Złoto  | Ludmiła Chwiedosiuk | Kajakarstwo          | K-1 500 m kobiet                 |
| Złoto  | Nikołaj Czużykow Anatolij Griszyn Wiaczesław Ionow Wołodymyr Morozow | Kajakarstwo          | K-4 1000 m mężczyzn              |
| Złoto  | Hryhorij Kriss | Szermierka           | szpada mężczyzn                  |
| Złoto  | Wiktor Żdanowicz Jurij Szarow Jurij Sisikin Gierman Swiesznikow Mark Midler | Szermierka           | floret mężczyzn drużynowo        |
| Złoto  | Boris Mielnikow Nugzar Asatiani Mark Rakita Jakow Rylski Umiar Mawlichanow | Szermierka           | szabla mężczyzn drużynowo        |
| Złoto  | Albiert Mokiejew Igor Nowikow Wiktor Miniejew | Pięciobój nowoczesny | drużynowo                        |
| Złoto  | Wiaczesław Iwanow | Wioślarstwo          | jedynka mężczyzn                 |
| Złoto  | Oleg Tiurin Boris Dubrowski | Wioślarstwo          | dwójka podwójna mężczyzn         |
| Złoto  | Galina Prozumienszczikowa | Pływanie             | 200 m stylem klasycznym kobiet   |
| Złoto  | Jurij Czesnokow Jurij Wenherowśkyj Eduard Sibiriakow Dmitrij Woskobojnikow Waża Kaczarawa Staņislavs Lugailo Witalij Kowalenko Jurij Pojarkow Ivans Bugajenkovs Nikołaj Burobin Walerij Kałaczichin Gieorgij Mondzolewski | Siatkówka            | mężczyźni                        |
| Złoto  | Aleksiej Wachonin | Podnoszenie ciężarów | waga kogucia                     |
| Złoto  | Rudolf Plukfieldier | Podnoszenie ciężarów | waga lekkociężka                 |
| Złoto  | Władimir Gołowanow | Podnoszenie ciężarów | waga półciężka                   |
| Złoto  | Łeonid Żabotynśkyj | Podnoszenie ciężarów | waga ciężka                      |
| Złoto  | Aleksandr Miedwied | Zapasy               | 97 kg styl wolny                 |
| Złoto  | Aleksandr Iwanicki | Zapasy               | +97 kg styl wolny                |
| Złoto  | Anatolij Kolesow | Zapasy               | 78 kg styl klasyczny             |
| Srebro | Wiktor Lisicki | Gimnastyka sportowa  | wielobój indywidualny mężczyzn   |
| Srebro | Wiktor Lisicki | Gimnastyka sportowa  | ćwiczenia na podłodze mężczyzn   |
| Srebro | Wiktor Lisicki | Gimnastyka sportowa  | skok mężczyzn                    |
| Srebro | Boris Szachlin | Gimnastyka sportowa  | wielobój indywidualny mężczyzn   |
| Srebro | Jurij Titow | Gimnastyka sportowa  | drążek mężczyzn                  |
| Srebro | Boris Szachlin Wiktor Lisicki Wiktor Leontjew Jurij Capienko Jurij Titow Siergiej Diomidow | Gimnastyka sportowa  | wielobój drużynowy mężczyzn      |
| Srebro | Łarysa Łatynina | Gimnastyka sportowa  | Wielobój indywidualny kobiet     |
| Srebro | Łarysa Łatynina | Gimnastyka sportowa  | Skok kobiet                      |
| Srebro | Polina Astachowa | Gimnastyka sportowa  | ćwiczenia na podłodze kobiet     |
| Srebro | Tamara Manina | Gimnastyka sportowa  | równoważnia kobiet               |
| Srebro | Rein Aun | Lekkoatletyka        | dziesięciobój                    |
| Srebro | Oleg Fiedosiejew | Lekkoatletyka        | trójskok mężczyzn                |
| Srebro | Valdis Muižnieks Mykoła Bahłej Armenak Aladżadżjan Aleksandr Trawin Wiaczesław Chrynin Jānis Krūmiņš Lewan Moseszwili Jurij Korniejew Aleksandr Pietrow Giennadij Wolnow Jaak Lipso Juris Kalniņš                         | Koszykówka           | mężczyźni                        |
| Srebro | Wilikton Barannikow | Boks                 | waga lekka                       |
| Srebro | Jewgienij Frołow | Boks                 | waga lekkopółśrednia             |
| Srebro | Ričardas Tamulis | Boks                 | waga półśrednia                  |
| Srebro | Aleksiej Kisielow | Boks                 | waga półciężka                   |
| Srebro | Imants Bodnieks Wiktor Łogunow | Kolarstwo            | tandemy                          |
| Srebro | Ludmiła Sziszowa Walentina Prudskowa Walentina Rastworowa Tatjana Pietrienko Galina Gorochowa | Szermierka           | floret kobiet drużynowo          |
| Srebro | Igor Nowikow | Pięciobój nowoczesny | indywidualnie                    |
| Srebro | Szota Kweliaszwili | Strzelectwo          | Karabin dowolny 3 postawy 300 m  |
| Srebro | Pāvels Seničevs | Strzelectwo          | trap                             |
| Srebro | Heorhij Prokopenko | Pływanie             | 200 m stylem klasycznym mężczyzn |
| Srebro | Antonina Ryżowa Astra Biltauere Ninel Łukanina Ludmiła Bułdakowa Nelli Abramowa Tamara Tichonina Walentina Kamieniok Inna Ryskal Marita Katuszewa Tatjana Roszczina Wałentyna Miszak Ludmiła Guriejewa                    | Siatkówka            | kobiety                          |
| Srebro | Jurij Własow | Podnoszenie ciężarów | waga ciężka                      |
| Srebro | Władimir Kapłunow | Podnoszenie ciężarów | waga lekka                       |
| Srebro | Wiktor Kuriencow | Podnoszenie ciężarów | waga średnia                     |
| Srebro | Guram Sagaradze | Zapasy               | 78 kg styl wolny                 |
| Srebro | Anatolij Roszczin | Zapasy               | 57 kg styl klasyczny             |
| Srebro | Władłen Trostianski | Zapasy               | 63 kg styl klasyczny             |
| Srebro | Roman Rurua | Zapasy               | +97 kg styl klasyczny            |
| Brąz   | Boris Szachlin | Gimnastyka sportowa  | kółka mężczyzn                   |
| Brąz   | Jurij Capienko | Gimnastyka sportowa  | koń z łękami mężczyzn            |
| Brąz   | Łarysa Łatynina | Gimnastyka sportowa  | poręcz kobiet                    |
| Brąz   | Łarysa Łatynina | Gimnastyka sportowa  | równoważnia kobiet               |
| Brąz   | Polina Astachowa | Gimnastyka sportowa  | wielobój indywidualny kobiet     |
| Brąz   | Anatolij Michajłow | Lekkoatletyka        | 110 m ppł mężczyzn               |
| Brąz   | Wołodymyr Hołubnyczy | Lekkoatletyka        | chód na 20 km mężczyzn           |
| Brąz   | Iwan Bielajew | Lekkoatletyka        | 3000 m z przeszkodami mężczyzn   |
| Brąz   | Taisija Czenczik | Lekkoatletyka        | skok wzwyż kobiet                |
| Brąz   | Jānis Lūsis | Lekkoatletyka        | rzut oszczepem mężczyzn          |
| Brąz   | Jelena Gorczakowa | Lekkoatletyka        | rzut oszczepem kobiet            |
| Brąz   | Igor Ter-Owanesian | Lekkoatletyka        | skok w dal mężczyzn              |
| Brąz   | Tatjana Szczełkanowa | Lekkoatletyka        | skok w dal kobiet                |
| Brąz   | Galina Bystrowa | Lekkoatletyka        | pięciobój                        |
| Brąz   | Galina Zybina | Lekkoatletyka        | pchnięcie kulą kobiet            |
| Brąz   | Wiktor Krawczenko | Lekkoatletyka        | trójskok mężczyzn                |
| Brąz   | Wadim Jemieljanow | Boks                 | waga ciężka                      |
| Brąz   | Stanisław Sorokin | Boks                 | waga musza                       |
| Brąz   | Jewgienij Pieniajew | Kajakarstwo          | C-1 1000 m mężczyzn              |
| Brąz   | Galina Aleksiejewa | Skoki do wody        | wieża 10 m kobiet                |
| Brąz   | Siergiej Fiłatow | Jeździectwo          | Ujeżdżenie                       |
| Brąz   | Siergiej Fiłatow Iwan Kizimow Iwan Kalita | Jeździectwo          | Ujeżdżenie drużynowo             |
| Brąz   | Guram Kostawa | Szermierka           | szpada mężczyzn                  |
| Brąz   | Umiar Mawlichanow | Szermierka           | szabla mężczyzn                  |
| Brąz   | Anzor Kiknadze | Judo                 | waga powyżej 80 kg               |
| Brąz   | Parnaoz Czikwiladze | Judo                 | waga powyżej 80 kg               |
| Brąz   | Oleg Stiepanow | Judo                 | waga do 68 kg                    |
| Brąz   | Ārons Bogoļubovs | Judo                 | waga do 68 kg                    |
| Brąz   | Albiert Mokiejew | Pięciobój nowoczesny | indywidualnie                    |
| Brąz   | Swietłana Babanina | Pływanie             | 200 m stylem klasycznym kobiet   |
| Brąz   | Tatjana Sawieljewa Swietłana Babanina Tetiana Dewiatowa Natalja Ustinowa | Pływanie             | 4 × 100 m stylem zmiennym kobiet |
| Brąz   | Igor Grabowski Władimir Kuzniecow Boris Griszyn Boris Popow Nikołaj Kałasznikow Zienon Bortkiewicz Nikołaj Kuzniecow Władimir Siemionow Wiktor Agiejew Leonid Osipow Eduard Jegorow                                       | Piłka wodna          | mężczyźni                        |
| Brąz   | Aydın İbrahimov | Zapasy               | 57 kg styl wolny                 |
| Brąz   | Nodar Chochaszwili | Zapasy               | 63 kg styl wolny                 |
| Brąz   | Dawit Gwanceladze | Zapasy               | 70 kg styl klasyczny             |

## Skład kadry

### Boks
Waga musza
- Stanisław Sorokin – brązowy medal

Waga kogucia
- Oleg Grigorjew – ćwierćfinały

Waga piórkowa
- Stanisław Stiepaszkin – złoty medal

Waga lekka
- Wilikton Barannikow – srebrny medal

Waga lekkopółśrednia
- Jewgienij Frołow – srebrny medal

Waga półśrednia
- Ričardas Tamulis – złoty medal

Waga lekkośrednia
- Boris Łagutin – złoty medal

Waga średnia
- Walerij Popienczenko – srebrny medal

Waga półciężka
- Aleksiej Kisielow – złoty medal

Waga ciężka
- Wadim Jemieljanow – brązowy medal

### Gimnastyka

#### Mężczyźni
Wielobój indywidualnie
- Boris Szachlin – srebrny medal
- Wiktor Lisicki – srebrny medal
- Wiktor Leontjew – 10. miejsce
- Jurij Capienko – 11. miejsce
- Jurij Titow – 13. miejsce
- Siergiej Diomidow – 14. miejsce

Wielobój drużynowo
- Boris Szachlin, Wiktor Lisicki, Wiktor Leontjew, Jurij Capienko, Jurij Titow, Siergiej Diomidow – srebrny medal

Ćwiczenia na podłodze
- Wiktor Lisicki – srebrny medal
- Wiktor Leontjew – 4. miejsce
- Jurij Capienko – 6. miejsce
- Boris Szachlin – odpadł w eliminacjach
- Jurij Titow – odpadł w eliminacjach
- Siergiej Diomidow – odpadł w eliminacjach

Skok
- Wiktor Lisicki – srebrny medal
- Boris Szachlin – 5. miejsce
- Wiktor Leontjew – odpadł w eliminacjach
- Jurij Capienko – odpadł w eliminacjach
- Jurij Titow – odpadł w eliminacjach
- Siergiej Diomidow – odpadł w eliminacjach

Poręcz
- Siergiej Diomidow – 4. miejsce
- Wiktor Lisicki – 5. miejsce
- Boris Szachlin – odpadł w eliminacjach
- Wiktor Leontjew – odpadł w eliminacjach
- Jurij Capienko – odpadł w eliminacjach
- Jurij Titow – odpadł w eliminacjach

Drążek
- Boris Szachlin – złoty medal
- Jurij Titow – srebrny medal
- Wiktor Lisicki – 4. miejsce
- Wiktor Leontjew – odpadł w eliminacjach
- Jurij Capienko – odpadł w eliminacjach
- Siergiej Diomidow – odpadł w eliminacjach

Kółka
- Boris Szachlin – brązowy medal
- Wiktor Leontjew – 4. miejsce
- Jurij Titow – odpadł w eliminacjach
- Wiktor Lisicki – odpadł w eliminacjach
- Jurij Capienko – odpadł w eliminacjach
- Siergiej Diomidow – odpadł w eliminacjach

Koń z łęgami 
- Jurij Capienko – brązowy medal
- Boris Szachlin – odpadł w eliminacjach
- Wiktor Leontjew – odpadł w eliminacjach
- Jurij Titow – odpadł w eliminacjach
- Wiktor Lisicki – odpadł w eliminacjach
- Siergiej Diomidow – odpadł w eliminacjach

#### Kobiety
Wielobój indywidualnie
- Łarysa Łatynina – srebrny medal
- Polina Astachowa – brązowy medal
- Alena Wałczecka – 8. miejsce
- Tamara Zamotajłowa – 13. miejsce
- Tamara Manina – 14. miejsce
- Ludmiła Gromowa – 40. miejsce

Wielobój drużynowo
- Łarysa Łatynina, Polina Astachowa, Tamara Manina, Alena Wałczecka, Tamara Zamotajłowa, Ludmiła Gromowa – złoty medal

Ćwiczenia na podłodze
- Łarysa Łatynina – złoty medal
- Polina Astachowa – srebrny medal
- Alena Wałczecka – odpadła w eliminacjach
- Tamara Zamotajłowa – odpadła w eliminacjach
- Tamara Manina – odpadła w eliminacjach
- Ludmiła Gromowa – odpadła w eliminacjach

Skok
- Łarysa Łatynina – srebrny medal
- Alena Wałczecka – 5. miejsce
- Polina Astachowa – odpadła w eliminacjach
- Tamara Zamotajłowa – odpadła w eliminacjach
- Tamara Manina – odpadła w eliminacjach
- Ludmiła Gromowa – odpadła w eliminacjach

Poręcz
- Polina Astachowa – złoty medal
- Łarysa Łatynina – brązowy medal
- Tamara Zamotajłowa – 6. miejsce
- Alena Wałczecka – odpadła w eliminacjach
- Tamara Manina – odpadła w eliminacjach
- Ludmiła Gromowa – odpadła w eliminacjach

Równoważnia
- Tamara Manina – srebrny medal
- Łarysa Łatynina – brązowy medal
- Polina Astachowa – 4. miejsce
- Tamara Zamotajłowa – odpadła w eliminacjach
- Alena Wałczecka – odpadła w eliminacjach
- Ludmiła Gromowa – odpadła w eliminacjach

### Jeździectwo
Ujeżdżenie indywidualne
- Siergiej Fiłatow – brązowy medal
- Iwan Kizimow – 10. miejsce
- Iwan Kalita – 15. miejsce

Ujeżdżenie drużynowo
- Siergiej Fiłatow, Iwan Kalita, Iwan Kizimow – brązowy medal

WKKW indywidualnie
- Gierman Gaziumow – 10. miejsce
- Boris Konkow – 19. miejsce
- Pawieł Diejew – 21. miejsce
- Sajbattał Mursalimow – 26. miejsce

WKKW drużynowo
- Gierman Gaziumow, Boris Konkow, Pawieł Diejew, Sajbattał Mursalimow – 5. miejsce

Skoki przez przeszkody indywidualnie
- Iwan Siemionow – 28. miejsce
- Aleksandr Purtow – 36. miejsce
- Andriej Faworski – DNF

Skoki przez przeszkody drużynowo
- Iwan Siemionow, Aleksandr Purtow, Andriej Faworski – 11. miejsce

### Judo
Waga lekka
- Oleg Stiepanow – brązowy medal
- Ārons Bogoļubovs – brązowy medal

Waga ciężka
- Parnaoz Czikwiladze – brązowy medal
- Anzor Kiknadze – brązowy medal

### Kajakarstwo

#### Mężczyźni
K-1 1000 m
- Igor Pisariew – 9. miejsce

K-2 1000 m
- Erik Kaługin, Ibragim Chasanow – 7. miejsce

K-4 1000 m 
- Nikołaj Czużykow, Anatolij Griszyn, Wiaczesław Ionow, Wołodymyr Morozow – złoty medal

C-1 1000 m
- Jewgienij Pieniajew – brązowy medal

C-2 1000 m
- Andrij Chimicz, Stiepan Oszczepkow – złoty medal

#### Kobiety
K-1 500 m
- Ludmiła Chwiedosiuk – złoty medal

K-2 500 m
- Nina Gruzincewa, Antonina Sieriedina – 4. miejsce

### Kolarstwo
Wyścig ze startu wspólnego
- Gajnan Sajdchużyn – 41. miejsce
- Anatolij Olizarienko – 56. miejsce
- Jurij Mielichow – 60. miejsce
- Aleksiej Pietrow – 62. miejsce

Drużynowa jazda na czas
- Gajnan Sajdchużyn, Anatolij Olizarienko, Jurij Mielichow, Aleksiej Pietrow – 5. miejsce

Sprint
- Walerij Chitrow – odpadł w eliminacjach
- Omar Pchakadze – odpadł w eliminacjach

1 km
- Wiktor Łogunow – 9. miejsce

Tandemy
- Imants Bodnieks, Wiktor Łogunow – srebrny medal

Wyścig indywidualny na dochodzenie 
- Stanisław Moskwin – 5. miejsce

Wyścig drużynowy na dochodzenie 
- Dzintars Lācis, Łeonid Kołumbet, Stanisław Moskwin, Siergiej Tierieszczenkow – 5. miejsce

### Koszykówka
Mężczyźni
- Valdis Muižnieks, Mykoła Bahłej, Armenak Aladżadżjan, Aleksandr Trawin, Wiaczesław Chrynin, Jānis Krūmiņš, Lewan Moseszwili, Jurij Korniejew, Aleksandr Pietrow, Giennadij Wolnow, Jaak Lipso, Juris Kalniņš – brązowy medal

### Lekkoatletyka

#### Mężczyźni
100 m
- Edwin Ozolin — odpadł w eliminacjach
- Gusman Kosanow — odpadł w eliminacjach
- Nikołaj Politiko — DNS

200 m
- Edwin Ozolin — odpadł w eliminacjach
- Boris Zubow — odpadł w eliminacjach
- Borys Sawczuk — odpadł w eliminacjach

400 m
- Wiktor Byczkow — odpadł w eliminacjach
- Hryhorij Swerbetow — odpadł w eliminacjach
- Wadym Archypczuk — odpadł w eliminacjach

800 m
- Walerij Bułyszew —  odpadł w eliminacjach
- Rein Tölp —  odpadł w eliminacjach
- Abram Krywoszeew —  odpadł w eliminacjach

1500 m
- Iwan Bielicki — odpadł w eliminacjach

5000 m
- Nikołaj Dutow — 7. miejsce
- Stepan Bajdiuk — 10. miejsce
- Kęstutis Orentas — odpadł w eliminacjach

10 000 m
- Leonid Iwanow — 5. miejsce
- Piotr Bołotnikow — 25. miejsce
- Nikołaj Dutow — DNF

Maraton
- Nikołaj Tichomirow — 22. miejsce
- Nikołaj Abramow — 26. miejsce
- Wiktor Bajkow — DNF

110 m przez płotki
- Anatolij Michajłow — brązowy medal
- Aleksandr Kontariew — odpadł w eliminacjach
- Walentin Czistiakow — odpadł w eliminacjach

400 m przez płotki
- Wasyl Anisimow — 7. miejsce
- Edvīns Zāģeris — odpadł w eliminacjach
- Imants Kukličs — odpadł w eliminacjach

3000 m przez przeszkody
- Iwan Bielajew — brązowy medal
- Adolfas Aleksejūnas — 7. miejsce
- Łazar Narodicki — odpadł w eliminacjach

4 × 100 m
- Edwin Ozolin, Boris Zubow, Gusman Kosanow, Borys Sawczuk — 5. miejsce

4 × 400 m
- Hryhorij Swerbetow, Wiktor Byczkow, Wasyl Anisimow, Wadym Archypczuk — 7. miejsce

Chód na 20 km
- Wołodymyr Hołubnyczy — brązowy medal
- Giennadij Sołodow — 5. miejsce
- Boris Chrołowicz — 7. miejsce

Chód na 50 km
- Anatolij Wiediakow — 7. miejsce
- Giennadij Agapow — 12. miejsce
- Jewgienij Lungin — 18. miejsce

Skok wzywż
- Walerij Brumel — złoty medal
- Robert Szawłakadze — 5. miejsce
- Wałerij Skworcow — 14. miejsce

Skoko o tyczce
- Hennadij Błyznecow — 5. miejsce
- Igor Feld — 9. miejsce
- Siergiej Diomin — 15. miejsce

Skok w dal
- Igor Ter-Owanesian — brązowy medal
- Antanas Vaupšas — odpadł w eliminacjach
- Łeonid Barkowski — odpadł w eliminacjach

Trójskok
- Oleg Fiedosiejew — srebrny medal
- Wiktor Krawczenko — brązowy medal
- Witold Kriejer — odpadł w eliminacjach

Pchnięcie kulą
- Nikołaj Karasiow — 6. miejsce
- Adolfas Varanauskas — 8. miejsce
- Wiktor Lipsnis — 10. miejsce

Rzut dyskiem
- Władimir Trusieniow — 8. miejsce
- Kim Buchancow — 9. miejsce
- Wiktor Kompanijeć — 12. miejsce

Rzut młotem
- Romuald Klim — złoty medal
- Jurij Nikulin — 4. miejsce
- Jurij Bakarinow — 5. miejsce

Rzut oszczepem
- Jānis Lūsis — brązowy medal
- Władimir Kuzniecow — 8. miejsce
- Wiktor Aksionow — odpadł w eliminacjach

Dziesięciobój
- Rein Aun — brązowy medal
- Wasilij Kuzniecow — 7. miejsce
- Mychajło Storożenko — 8. miejsce

#### Kobiety
100 m
- Galina Popowa — odpadła w eliminacjach
- Renāte Lāce — odpadła w eliminacjach
- Galina Gajda — odpadła w eliminacjach

200 m
- Ludmiła Samotiosowa — 5. miejsce
- Galina Gajda — odpadła w eliminacjach
- Marija Itkina — DNS

400 m
- Marija Itkina — 5. miejsce

800 m
- Laine Erik — 6. miejsce
- Wiera Muchanowa — odpadła w półfinale
- Zoja Skobcowa — odpadła w półfinale

80 m przez płotki
- Irina Press — 4. miejsce
- Tatjana Tałyszewa — odpadła w eliminacjach
- Galina Bystrowa — odpadła w eliminacjach

4 × 100 m
- Galina Gajda, Renāte Lāce, Ludmiła Samotiosowa, Galina Popowa — 4. miejsce

Skok wzwyż
- Taisija Czenczik — brązowy medal
- Galina Kostenko — odpadła w eliminacjach

Skok w dal
- Tatjana Szczełkanowa — brązowy medal
- Tatjana Tałyszewa — 10. miejsce
- Aida Czujko — 11. miejsce

Pchnięcie kulą
- Tamara Press — złoty medal
- Galina Zybina — brązowy medal
- Irina Press — 6. miejsce

Rzut dyskiem
- Tamara Press — złoty medal
- Jewgienija Kuzniecowa — 5. miejsce
- Nina Ponomariowa — 11. miejsce

Rzut oszczepem
- Jelena Gorczakowa — brązowy medal
- Birutė Kalėdienė — 4. miejsce
- Elvīra Ozoliņa — 5. miejsce

Pięciobój
- Irina Press — złoty medal
- Galina Bystrowa — brązowy medal
- Marija Siziakowa — 10. miejsce

### Pięciobój nowoczesny
Indywidualnie
- Igor Nowikow – srebrny medal
- Albiert Mokiejew – brązowy medal
- Wiktor Miniejew – 5. miejsce

Drużynowo
- Albiert Mokiejew, Igor Nowikow, Wiktor Miniejew – złoty medal

### Piłka siatkowa
Turniej mężczyzn
- Jurij Czesnokow, Jurij Wenherowśkyj, Eduard Sibiriakow, Dmitrij Woskobojnikow, Waża Kaczarawa, Staņislavs Lugailo, Witalij Kowalenko, Jurij Pojarkow, Ivans Bugajenkovs, Nikołaj Burobin, Walerij Kałaczichin, Gieorgij Mondzolewski – złoty medal

Turniej kobiet
- Antonina Ryżowa, Astra Biltauere, Ninel Łukanina, Ludmiła Bułdakowa, Nelli Abramowa, Tamara Tichonina, Walentina Kamieniok, Inna Ryskal, Marita Katuszewa, Tatjana Roszczina, Wałentyna Miszak, Ludmiła Guriejewa – srebrny medal

### Piłka wodna
Turniej mężczyzn
- Igor Grabowski, Władimir Kuzniecow, Boris Griszyn, Boris Popow, Nikołaj Kałasznikow, Zienon Bortkiewicz, Nikołaj Kuzniecow, Władimir Siemionow, Wiktor Agiejew, Leonid Osipow, Eduard Jegorow – brązowy medal

### Pływanie

#### Mężczyźni
100 m stylem dowolnym
- Władimir Szuwałow – 17. miejsce
- Wiktor Siemczenkow – 28. miejsce
- Jurij Sumcow – 31. miejsce

400 m stylem dowolnym
- Siemion Bielic-Giejman – 8. miejsce
- Jewgienij Nowikow – 23. miejsce
- Aleksandr Paramonow – 31. miejsce

4 × 100 m stylem dowolnym
- Wiktor Mazanow, Władimir Szuwałow, Wiktor Siemczenkow, Jurij Sumcow, Władimir Bieriezin – 6. miejsce

4 × 200 m stylem dowolnym
- Siemion Bielic-Giejman, Władimir Bieriezin, Aleksandr Paramonow, Jewgienij Nowikow – 7. miejsce

200 m stylem grzbietowym
- Wiktor Mazanow – 6. miejsce

200 m stylem klasycznym
- Heorhij Prokopenko – srebrny medal
- Aleksandre Tutakaewi – 4. miejsce
- Władimir Kosinski – 8. miejsce

200 m stylem motylkowym
- Walentin Kuzmin – 5. miejsce
- Oleg Fotin – 17. miejsce

4 × 100 m stylem zmiennym
- Wiktor Mazanow, Heorhij Prokopenko, Walentin Kuzmin, Władimir Szuwałow, Aleksandre Tutakaewi, Wiktor Siemczenkow – 4. miejsce

#### Kobiety
100 m stylem dowolnym
- Natalja Bystrowa – 19. miejsce
- Natalja Ustinowa – 20. miejsce

400 m stylem dowolnym
- Natalja Bystrowa – 19. miejsce
- Natalja Michajłowa – 25. miejsce
- Natalja Ustinowa – DNS

100 m stylem grzbietowym
- Natalja Michajłowa – 12. miejsce
- Tatjana Sawieljewa – 15. miejsce

200 m stylem klasycznym
- Galina Prozumienszczikowa – złoty medal
- Swietłana Babanina – brązowy medal

100 m stylem motylkowym
- Tetiana Dewiatowa – 17. miejsce
- Wałentyna Jakowłewa – 18. miejsce

4 × 100 m stylem zmiennym
- Tatjana Sawieljewa, Swietłana Babanina, Tetiana Dewiatowa, Natalja Ustinowa, Natalja Bystrowa – brązowy medal

### Podnoszenie ciężarów
- Aleksiej Wachonin – złoty medal, waga kogucia
- Władimir Kapłunow – srebrny medal, waga lekka
- Wiktor Kuriencow – srebrny medal, waga średnia
- Rudolf Plukfieldier – złoty medal, waga lekkociężka
- Władimir Gołowanow – złoty medal, waga półciężka
- Łeonid Żabotynśkyj – złoty medal, waga ciężka
- Jurij Własow – srebrny medal, waga ciężka

### Skoki do wody

#### Mężczyźni
Trampolina 3 m
- Boris Poluliachi – 6. miejsce
- Michaił Safonow – 7. miejsce
- Władimir Wasin – 8. miejsce

Wieża 10 m
- Wiktor Pałagin – 5. miejsce
- Igor Łobanow – 12. miejsce
- Wiktor Pogożew – 13. miejsce

#### Kobiety
Trampolina 3 m
- Tamara Safonowa – 5. miejsce
- Jelena Anochina – 6. miejsce
- Wiera Bakłanowa – 12. miejsce

Wieża 10 m
- Galina Aleksiejewa – brązowy medal
- Natalja Łobanowa – 7. miejsce
- Tatjana Dżeniejewa – 12. miejsce

### Strzelectwo
Pistolet szybkostrzelny 25 m
- Igor Bakałow – 7. miejsce
- Aleksandr Zabielin – 16. miejsce

Pistolet 50 m
- Albert Udaczin – 11. miejsce
- Jewgienij Rasskazow – 21. miejsce

Karabin dowolny 3 postawy 300 m
- Szota Kweliaszwili – srebrny medal
- Aleksandr Gerasimjonok – 4. miejsce

Karabin małokalibrowy 3 postawy 50 m
- Wiktor Szamburkin – 9. miejsce
- Władimir Czujan – 11. miejsce

Karabin małokalibrowy leżąc 50 m
- Władimir Czujan – 20. miejsce
- Wiktor Szamburkin – 21. miejsce

Trap
- Pāvels Seničevs – srebrny medal
- Siergiej Kalinin – 22. miejsce

### Szermierka

#### Mężczyźni
Floret
- Wiktor Żdanowicz – półfinał
- Gierman Swiesznikow – półfinał
- Mark Midler – półfinał

Floret drużynowo
- Wiktor Żdanowicz, Jurij Sisikin, Mark Midler, Gierman Swiesznikow, Jurij Szarow – złoty medal

Szpada
- Hryhorij Kriss – złoty medal
- Guram Kostawa – brązowy medal
- Bruno Habārovs – odpadł w eliminacjach

Szpada drużynowo
- Bruno Habārovs, Guram Kostawa, Jurij Smolakow, Hryhorij Kriss, Aleksiej Nikanczikow – 7. miejsce

Szabla
- Umiar Mawlichanow – brązowy medal
- Jakow Rylski – 4. miejsce
- Mark Rakita – 9. miejsce

Szabla drużynowo
- Umiar Mawlichanow, Mark Rakita, Jakow Rylski, Boris Mielnikow, Nugzar Asatiani – złoty medal

#### Kobiety
Floret
- Galina Gorochowa – 4. miejsce
- Walentina Rastworowa – 9. miejsce
- Walentina Prudskowa – odpadła w eliminacjach

Floret drużynowo
- Walentina Rastworowa, Tatjana Pietrienko, Ludmiła Sziszowa, Walentina Prudskowa, Galina Gorochowa – srebrny medal

### Wioślarstwo
Jedynka mężczyzn
- Wiaczesław Iwanow – złoty medal

Dwójka podwójna mężczyzn
- Oleg Tiurin, Boris Dubrowski – złoty medal

Dwójka bez sternika mężczyzn
- Oleg Gołowanow, Walentin Boriejko – odpadli w eliminacjach

Dwójka ze sternikiem mężczyzn
- Nikołaj Safronow, Leonid Rakowszczik, Igor Rudakow – 4. miejsce

czwórka bez sternika mężczyzn
- Celestinas Jucys, Eugenijus Levickas, Jonas Motiejūnas, Anatolij Sass – 7. miejsce

czwórka ze sternikiem mężczyzn
- Anatolij Tkaczuk, Witalij Kurdczenko, Boris Kuzmin, Władimir Jewsiejew, Anatolij Łuzgin – 5. miejsce

ósemka mężczyzn
- Juozas Jagelavičius, Jurij Suslin, Petras Karla, Vytautas Briedis, Wołodymyr Sterlik, Zigmas Jukna, Antanas Bagdonavičius, Ričardas Vaitkevičius, Jurij Łoriencson – 5. miejsce

### Zapasy
- Armais Sajadow – odpadł w eliminacjach, 52 kg styl klasyczny
- Władłen Trostianski – srebrny medal, 57 kg styl klasyczny
- Roman Rurua – srebrny medal, 63 kg styl klasyczny
- Dawit Gwanceladze – brązowy medal, 70 kg styl klasyczny
- Anatolij Kolesow – złoty medal, 78 kg styl klasyczny
- Walentin Olenik – 4. miejsce, 87 kg styl klasyczny
- Rostom Abaszidze – 5. miejsce, 97 kg styl klasyczny
- Anatolij Roszczin – srebrny medal, +97 kg styl klasyczny

- Ali Alijew – 4. miejsce, 52 kg styl wolny
- Aydın İbrahimov – brązowy medal, 57 kg styl wolny
- Nodar Chochaszwili – brązowy medal, 63 kg styl wolny
- Sarberg Beriaszwili – 6. miejsce, 70 kg styl wolny
- Guram Sagaradze – srebrny medal, 78 kg styl wolny
- Szota Lomidze – odpadł w eliminacjach, 87 kg styl wolny
- Aleksandr Miedwied – złoty medal, 97 kg styl wolny
- Aleksandr Iwanicki – złoty medal, +97 kg styl wolny

### Żeglarstwo
Klasa Finn
- Aleksandr Czuczełow – 12. miejsce

Klasa Star
- Timir Piniegin, Fiodor Szutkow – 5. miejsce

Klasa Dragon
- Jurij Szawrin, Lew Aleksiejew, Walerij Nikolin – 9. miejsce

Latający Holender
- Aleksandr Szełkownikow, Wiktor Pilczin – 5. miejsce

Klasa 5,5 m
- Konstantin Aleksandrow, Konstantin Mielgunow, Walentin Zamotajkin – 13. miejsce